# Пятнистый бюльбюль
Пятнистый бюльбюль (лат. Ixonotus guttatus) — вид птиц из семейства бюльбюлевых. Единственный представитель одноимённого рода Ixonotus.

## Распространение
Ареал простирается от Сьерра-Леоне и Гвинеи до Ганы, от южной части Нигерии до Уганды, северной Танзании, восточной и центральной части Демократической Республики Конго и крайнего северо-запада Анголы.

## Описание
Длина тела около 17 см, масса тела самцов 31—40 г, самок 34—38 г.

## Биология
Питаются фруктами, в том числе фигами (Ficus), а также Heisteria, Macaranga, Musanga, Ochthocosmus.
МСОП присвоил виду охранный статус LC.